# Lista de municípios de Mato Grosso do Sul por PIB (2010)
Este anexo contém uma lista de Produto Interno Bruto (PIBs) municipais de Mato Grosso do Sul. A lista é ocupada pelos municípios sul-mato-grossenses em relação ao Produto Interno Bruto (PIB) a preços correntes em 2010, segundo o Instituto Brasileiro de Geografia e Estatística (IBGE). O Mato Grosso do Sul é um das 27 unidades federativas do Brasil dividido em 78 municípios. A cidade mais rica do estado é a capital Campo Grande, com mais de 13 bilhões de reais de PIB e em seguida, vêm Dourados e Corumbá com mais de 3,2 bilhões cada. Já Três Lagoas possui PIB de mais de 2,8 bi. 

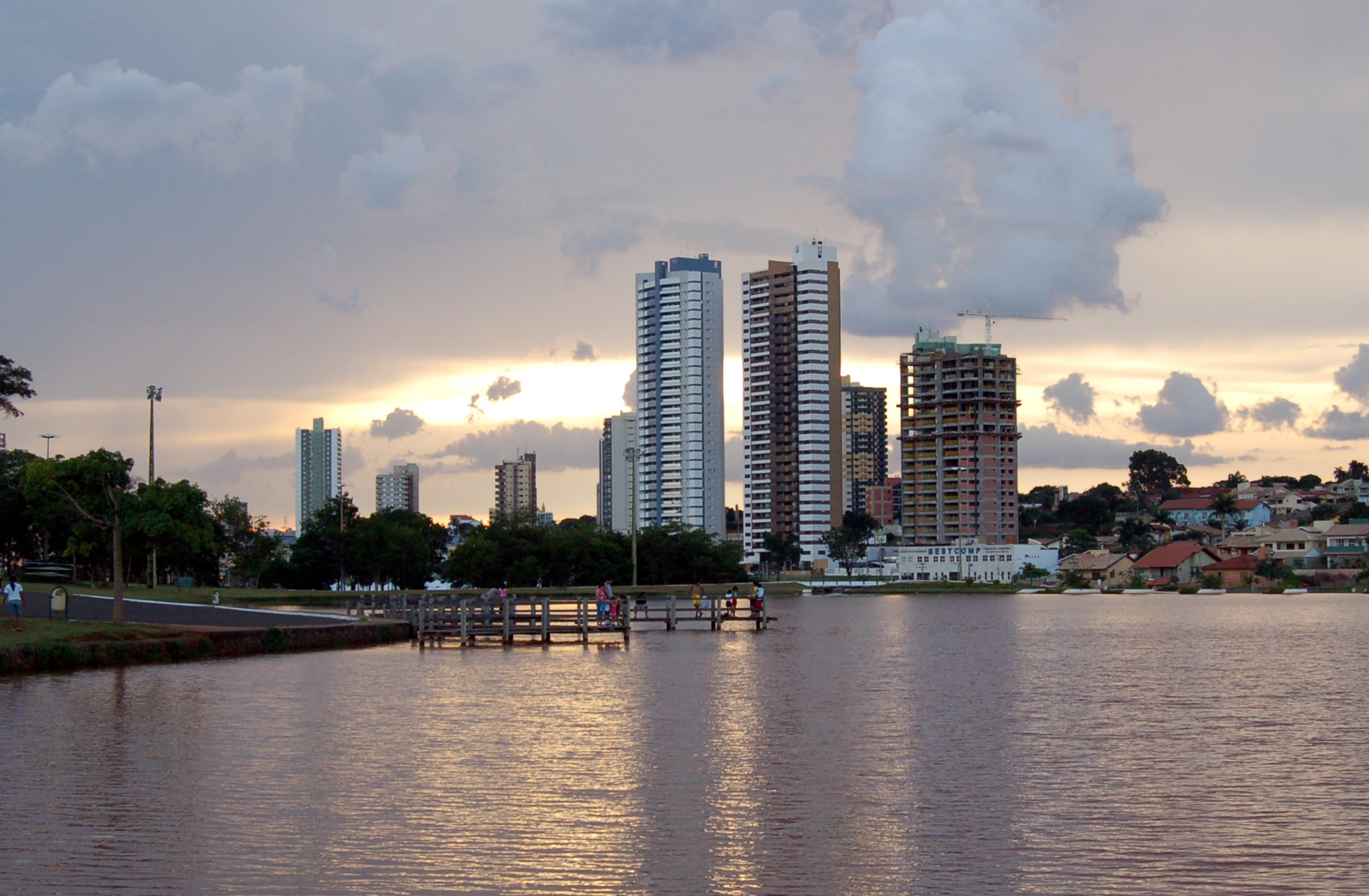
, primeira colocada

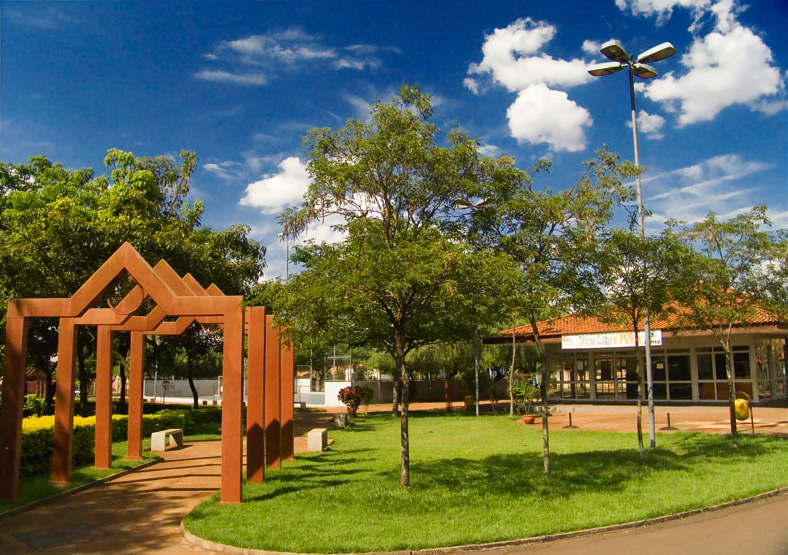
, segunda colocada

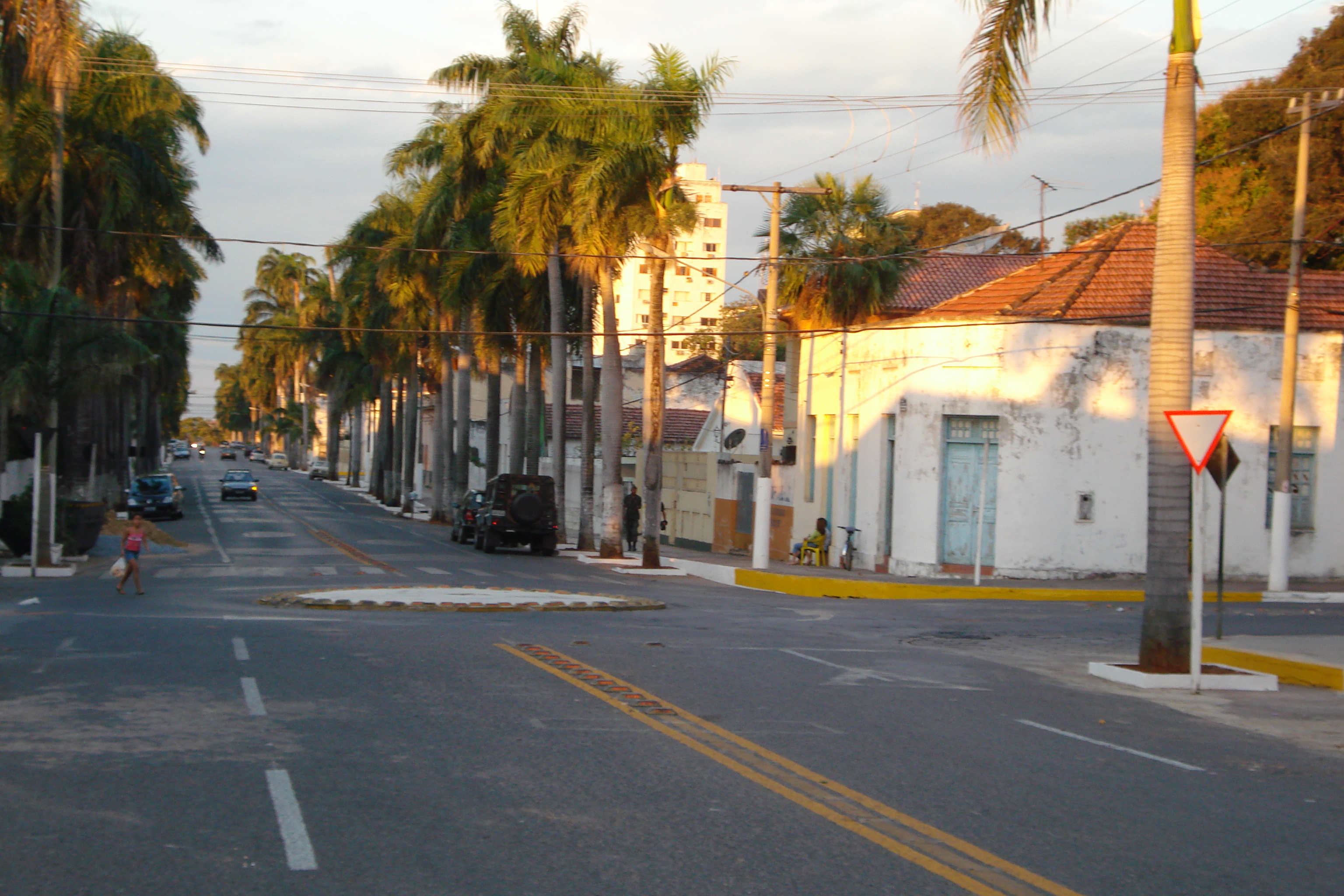
, terceira colocada

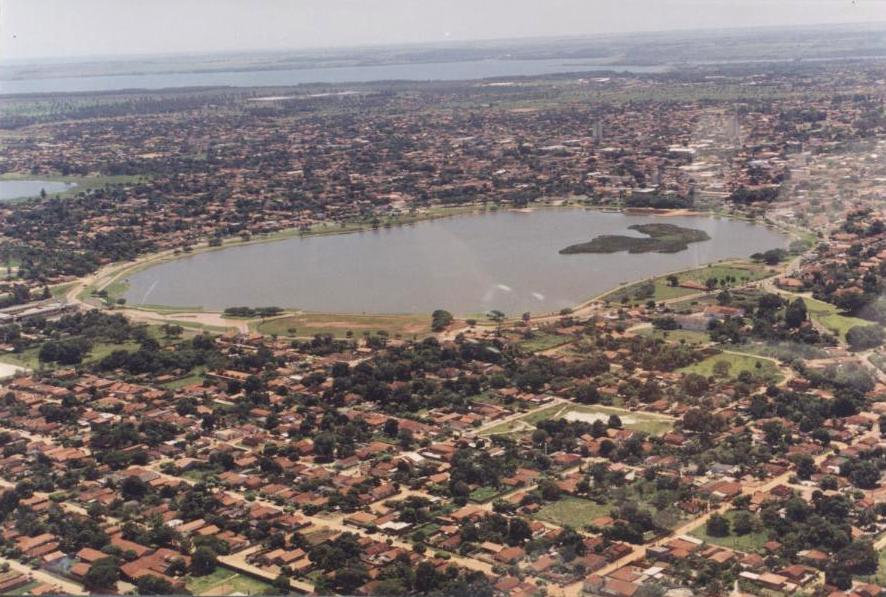
, quarta colocada

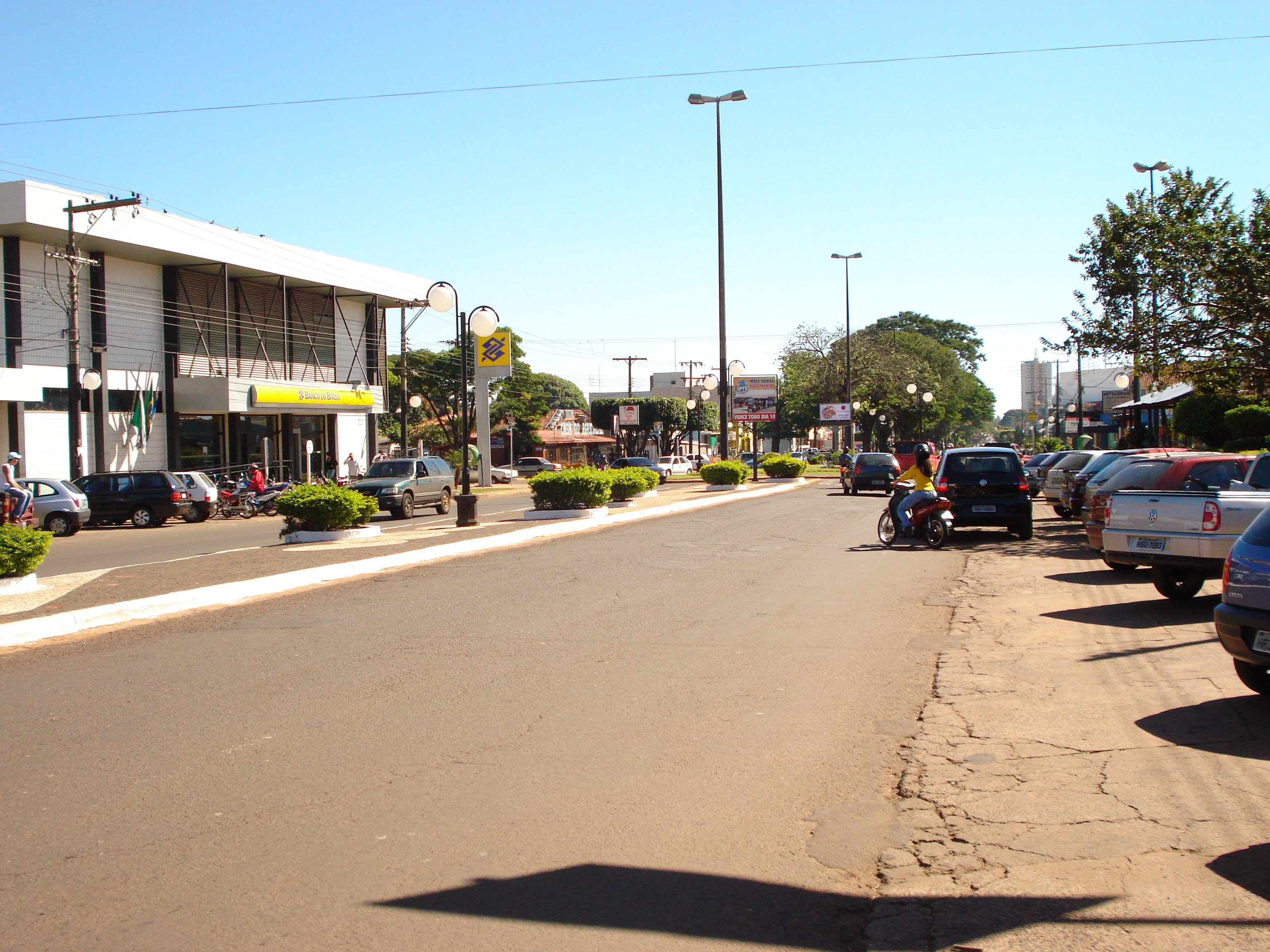
, quinta colocada

| Posição | Município                           | PIB (em R$)    |
| ------- | ----------------------------------- | -------------- |
| —       | Mato Grosso do Sul (total estadual) | 43 514 207 000 |
| 1       | Campo Grande                        | 13 875 046 000 |
| 2       | Dourados                            | 3 543 858 000  |
| 3       | Corumbá                             | 3 248 681 000  |
| 4       | Três Lagoas                         | 2 821 909 000  |
| 5       | Ponta Porã                          | 968 521 000    |
| 6       | Maracaju                            | 906 438 000    |
| 7       | Rio Brilhante                       | 841 910 000    |
| 8       | Naviraí                             | 780 740 000    |
| 9       | Nova Andradina                      | 771 132 000    |
| 10      | Sidrolândia                         | 688 745 000    |
| 11      | Chapadão do Sul                     | 682 300 000    |
| 12      | São Gabriel do Oeste                | 623 370 000    |
| 13      | Paranaíba                           | 601 015 000    |
| 14      | Aquidauana                          | 531 516 000    |
| 15      | Costa Rica                          | 510 386 000    |
| 16      | Bataguassu                          | 488 308 000    |
| 17      | Caarapó                             | 488 226 000    |
| 18      | Coxim                               | 475 789 000    |
| 19      | Ribas do Rio Pardo                  | 471 173 000    |
| 20      | Aparecida do Taboado                | 451 593 000    |
| 21      | Amambai                             | 379 389 000    |
| 22      | Água Clara                          | 371 426 000    |
| 23      | Nova Alvorada do Sul                | 356 397 000    |
| 24      | Cassilândia                         | 329 310 000    |
| 25      | Itaporã                             | 301 988 000    |
| 26      | Ivinhema                            | 288 000 000    |
| 27      | Miranda                             | 257 077 000    |
| 28      | Bela Vista                          | 256 123 000    |
| 29      | Porto Murtinho                      | 255 650 000    |
| 30      | Sonora                              | 254 375 000    |
| 31      | Itaquiraí                           | 249 361 000    |
| 32      | Jardim                              | 248 440 000    |
| 33      | Rio Verde de Mato Grosso            | 246 093 000    |
| 34      | Bonito                              | 240 022 000    |
| 35      | Camapuã                             | 236 286 000    |
| 36      | Mundo Novo                          | 229 490 000    |
| 37      | Batayporã                           | 215 900 000    |
| 38      | Iguatemi                            | 215 818 000    |
| 39      | Terenos                             | 213 040 000    |
| 40      | Aral Moreira                        | 212 010 000    |
| 41      | Brasilândia                         | 213 317 000    |
| 42      | Anastácio                           | 209 936 000    |
| 43      | Angélica                            | 194 281 000    |
| 44      | Fátima do Sul                       | 179 729 000    |
| 45      | Antônio João                        | 169 720 000    |
| 46      | Eldorado                            | 166 372 000    |
| 47      | Laguna Carapã                       | 157 339 000    |
| 48      | Santa Rita do Pardo                 | 154 789 000    |
| 49      | Nioaque                             | 153 968 000    |
| 50      | Inocência                           | 149 816 000    |
| 51      | Bodoquena                           | 148 006 000    |
| 52      | Ladário                             | 136 151 000    |
| 53      | Pedro Gomes                         | 127 476 000    |
| 54      | Deodápolis                          | 125 677 000    |
| 55      | Guia Lopes da Laguna                | 118 096 000    |
| 56      | Anaurilândia                        | 116 065 000    |
| 57      | Selvíria                            | 115 894 000    |
| 58      | Bandeirantes                        | 115 579 000    |
| 59      | Dois Irmãos do Buriti               | 107 790 000    |
| 60      | Tacuru                              | 107 142 000    |
| 61      | Alcinópolis                         | 106 732 000    |
| 62      | Sete Quedas                         | 105 335 000    |
| 63      | Glória de Dourados                  | 99 290 000     |
| 64      | Coronel Sapucaia                    | 95 738 000     |
| 65      | Rochedo                             | 94 693 000     |
| 66      | Jaraguari                           | 88 022 000     |
| 67      | Juti                                | 87 867 000     |
| 68      | Jateí                               | 85 618 000     |
| 69      | Paranhos                            | 81 241 000     |
| 70      | Caracol                             | 79 760 000     |
| 71      | Vicentina                           | 76 406 000     |
| 72      | Corguinho                           | 71 177 000     |
| 73      | Taquarussu                          | 68 238 000     |
| 74      | Novo Horizonte do Sul               | 66 453 000     |
| 75      | Figueirão                           | 57 495 000     |
| 76      | Rio Negro                           | 55 619 000     |
| 77      | Douradina                           | 54 712 000     |
| 78      | Japorã                              | 45 818 000     |
| —       | Paraíso das Águas                   | —              |